# بلا حدید
ایزابلا خیر حدید (به انگلیسی: Isabella Khair Hadid؛ زادهٔ ۹ اکتبر ۱۹۹۶) مدل آمریکایی است. او در سال ۲۰۱۶ از سوی Models.com به‌عنوان مدل برگزیدهٔ سال انتخاب شد. بلا حدید در طول چهار سال، ۲۷ بار روی جلد مجلهٔ وگ بین‌المللی ظاهر شده است.
بلا حدید در واشینگتن، دی.سی. زاده و در سانتا باربارا، کالیفرنیا بزرگ شد. او حرفهٔ مدلینگ را در شانزده سالگی آغاز کرد. وی در اوت ۲۰۱۴ با آی‌ام‌جی مادلز قرارداد امضا کرد و ماه بعد نخستین حضور خود در هفته مد نیویورک را تجربه کرد. حدید در سال ۲۰۱۷ با حضور در پنج نسخهٔ بین‌المللی (چین، اسپانیا، برزیل، استرالیا، و عربستان) رکورد بیشترین حضور بر روی جلد سپتامبر مجلهٔ وگ در یک سال را شکست.

## زندگی شخصی
پدر او محمد حدید (تبار آمریکایی- فلسطینی) و مادر او یولاندا حدید (تبار هلندی)، مدل سابق است. جیجی حدید و انوار حدید خواهر و برادر او هستند. آن‌ها نیز در صنعت مدلینگ فعالیت می‌کنند.
حدید در سال ۲۰۱۵ با د ویکند روابط عاشقانه‌ای را آغاز کرد و در دسامبر همان سال در یکی از موزیک ویدئوهای او ظاهر شد.
در سال ۲۰۱۹ یک جراح زیبایی به نام جولین دا سیلوا فهرست ۱۰ نفرهٔ زیباترین زنان جهان از نظر محاسبات ریاضی را منتشر کرد که بلا حدید در صدر آن قرار دارد. در تنظیم این فهرست نسبت طلایی و معیارهایی مانند فاصله چشم‌ها و گوش‌ها و طول و عرض صورت و نسبت آنها با یکدیگر مبنا قرار داده شده‌اند.

## جنگ اسرائیل و حماس
بلا حدید از طرفداران سرسخت فلسطینی‌ها در جریان جنگ اسرائیل و حماس است. او در اوایل سال جاری برای حمایت از تلاش‌های امدادی در غزه کمک مالی کرده بود. او در ژوئن ۲۰۲۴ به همراه خواهرش جیجی حدید یک میلیون دلار برای امدادرسانی به فلسطینی‌ها اهدا کردند.
در ژوئیهٔ ۲۰۲۴ شرکت پوشاک ورزشی آدیداس را از یک کمپین تبلیغاتی برای کفش‌های ورزشی که به بازی‌های المپیک ۱۹۷۲ مونیخ کنار گذاشته است. پیشتر اسرائیل از انتخاب بلا حدید در این کارزار تبلیغاتی انتقاد کرده و او را به دشمنی با اسرائیل متهم کرده بود. در پی این اعتراض ضمن پوزش از گزینش او اعلام کرد که کمپین تبلیغاتی خود را بازنگری می‌کند.
در مقابل این دیدگاه، افراد دیگری از بلا حدید پشتیبانی کردند و خواستار تحریم آدیداس به دنبال اقدام این شرکت برای حذف او از کمپین تبلیغاتی شدند. در پی این اعتراضات و گزارش‌هایی مبنی بر احتمال شکایت بلا حدید از آدیداس، چند روز بعد آدیداس از او برای تصمیم خود، عذرخواهی کرد.

## فیلم‌شناسی

### تلویزیون
| سال تولید | نام      |
| ۲۰۲۲      | رامی     |
| ۲۰۲۴      | یلواستون |
| --------- | -------- |